# Guillaume de Nangis
Pour les articles homonymes, voir Nangis (homonymie).
Guillaume de Nangis est un moine bénédictin de l'abbaye Saint-Denis, mort en 1300, connu comme chroniqueur.

## Biographie
Garde des chartes de Saint-Denis de 1289 à 1299, Guillaume de Nangis est l'auteur d'une Chronique des rois de France et de Vies de Saint Louis et de ses frères, Philippe le Hardi et Robert, insérées dans la collection d'André Duchesne, et publiées à part par Géraud en 1843.
Il a également écrit une Chronique latine dite Chronique latine de Guillaume de Nangis, de 1113 à 1300 avec les continuations de cette chronique de 1300 à 1368 Édition H. Géraud, vol. 1, Paris, 1843.
Ayant sans doute consulté les manuscrits latins sur lesquels sont basées les Grandes Chroniques de France, il écrivit une longue Chronique (« Chronicon ») de l'histoire du monde depuis sa création, fortement inspirée jusqu'à 1112 de Sigebert de Gembloux ; après cette date toutefois le matériel est de première main et est précieux aux historiens comme il le fut à Joinville. La lettre du connétable arménien Smbat à Henri Ier de Chypre incluse dans sa Vie de Louis IX est également précieuse.
Guillaume de Nangis meurt en 1300.
La Chronique de Guillaume de Nangis trouva des continuateurs jusqu'en 1368.

## Œuvres
Chroniste, il a publié:
- Chronicon universale (av. 1300), complétée ensuite par un anonyme en 1368
- Gesta Ludovici VIII
- Gesta Ludovici IX
- Gesta Philippi III sive Audacis
- Chronicon abbreviatum regum Francorum
- Vita Sancti Ludovici regis Franciae

La meilleure édition des œuvres de Guillaume de Nangis se trouve dans le Recueil des historiens des Gaules et de la France de Bouquet (Paris 1738-1876, XX, pp. 466-559).